# Amboleberis americana
Amboleberis americana är en kräftdjursart som först beskrevs av G. W. Müller 1890.  Amboleberis americana ingår i släktet Amboleberis och familjen Cylindroleberididae. Inga underarter finns listade i Catalogue of Life.